# Untergriesbach
Untergriesbach este o comună-târg din districtul  Passau, regiunea administrativă Bavaria Inferioară, landul Bavaria, Germania.